# Chilský matorral

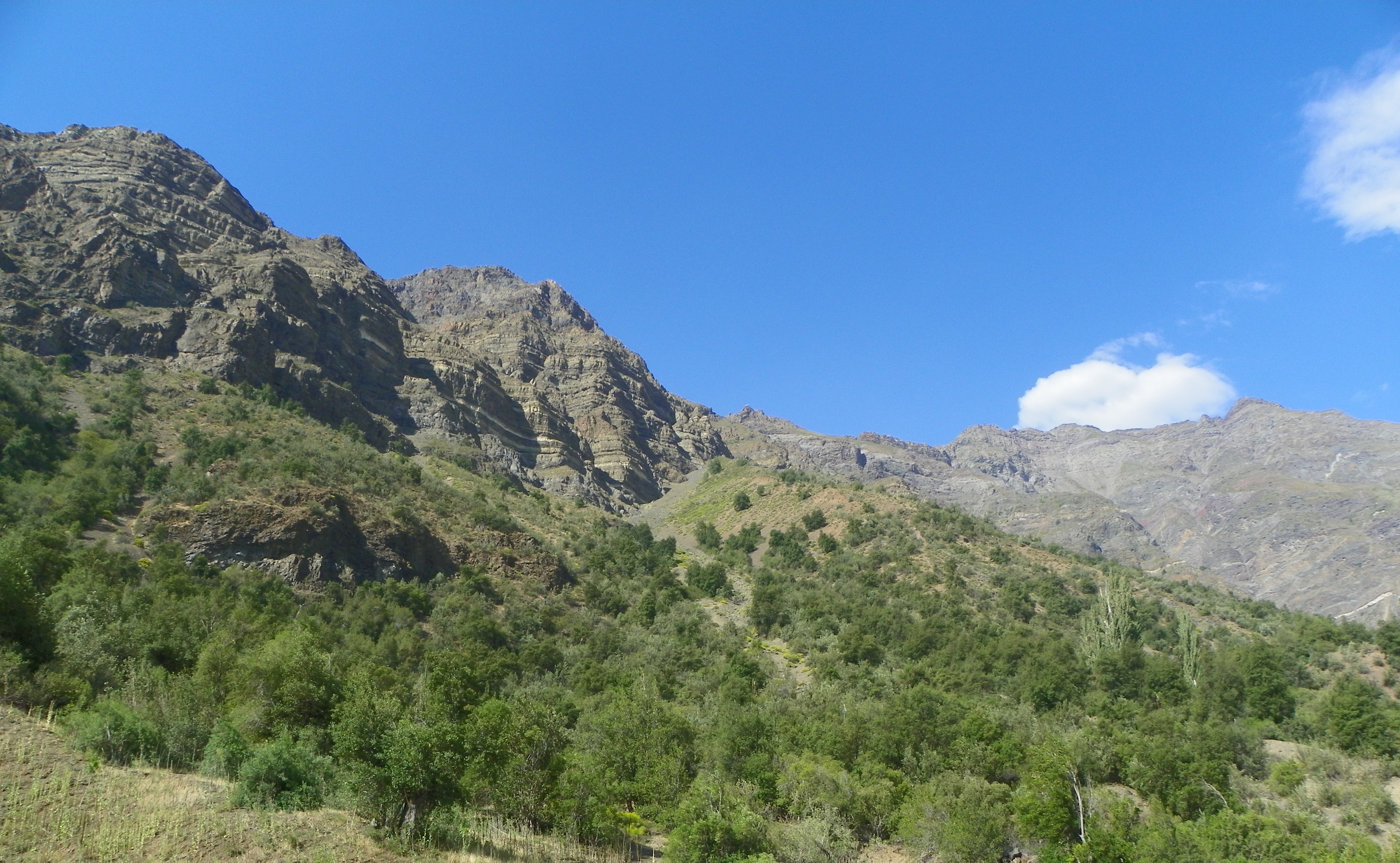
Křoviny matorralu

Chilský matorral je suchozemský ekoregion, který se nachází ve středním Chile podél západního pobřeží Jižní Ameriky. Spadá do biomu středomořských lesů a křovin, je součástí neotropické květenné říše.
Pro matorral je typické mírné středomořské klima s deštivými zimami a suchými léty. Je to jeden z pěti světových regionů se středomořským podnebím, přičemž všechny se nacházejí ve středních zeměpisných šířkách na západním pobřeží kontinentů. Dalšími těmito oblastmi s podobným klimatem a vegetací jsou Středomořská pánev, Kalifornie a Baja California, Kapská provincie Jižní Afriky a jihozápadní Austrálie.

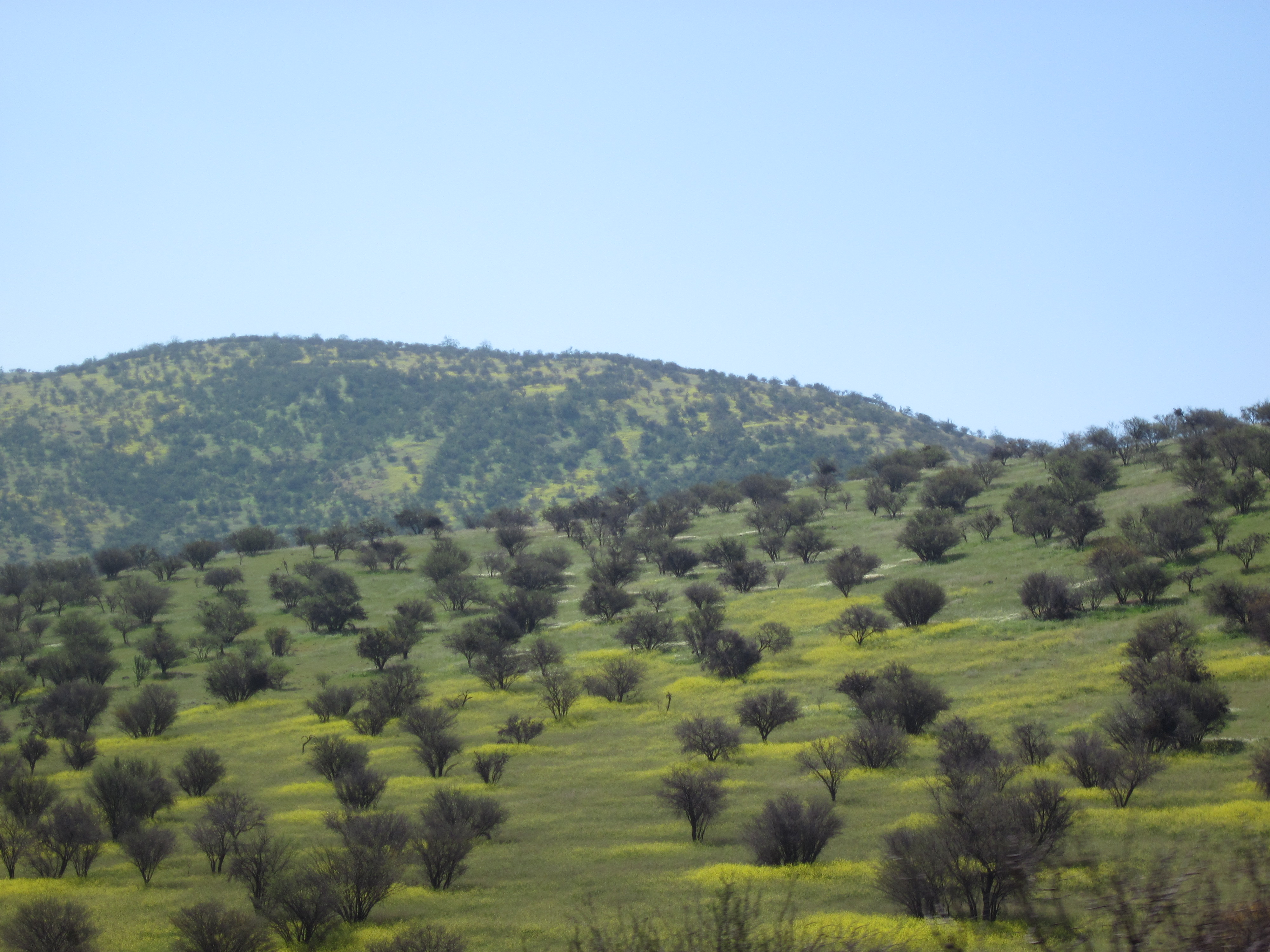
Savanovité porosty křovin

## Poloha
Matorral se rozkládá v centrálním Chile mezi 32° a 37° jižní šířky na ploše 148 500 km². Na západě jej ohraničuje Tichý oceán a pobřežní pásmo Chile ležící rovnoběžně s pobřežím. Chilské centrální údolí leží mezi pobřežním pásmem a pohořím And, které uzavírá ekoregion Matorral na východě. Na severu je extrémně suchá poušť Atacama, která odděluje Matorral od tropických pralesů na severu Jižní Ameriky. Polopouštní oblast známá jako El Norte Chico („malý sever“) leží mezi 28° a 32° jižní šířky a je přechodovou zónou mezi pouští Atacama a Matorralem. Směrem na jih pak leží chladnější a vlhčí valdivijský ekoregion deštných pralesů mírného pásma, který zahrnuje většinu deštných lesů mírného pásma v Jižní Americe.

## Flóra

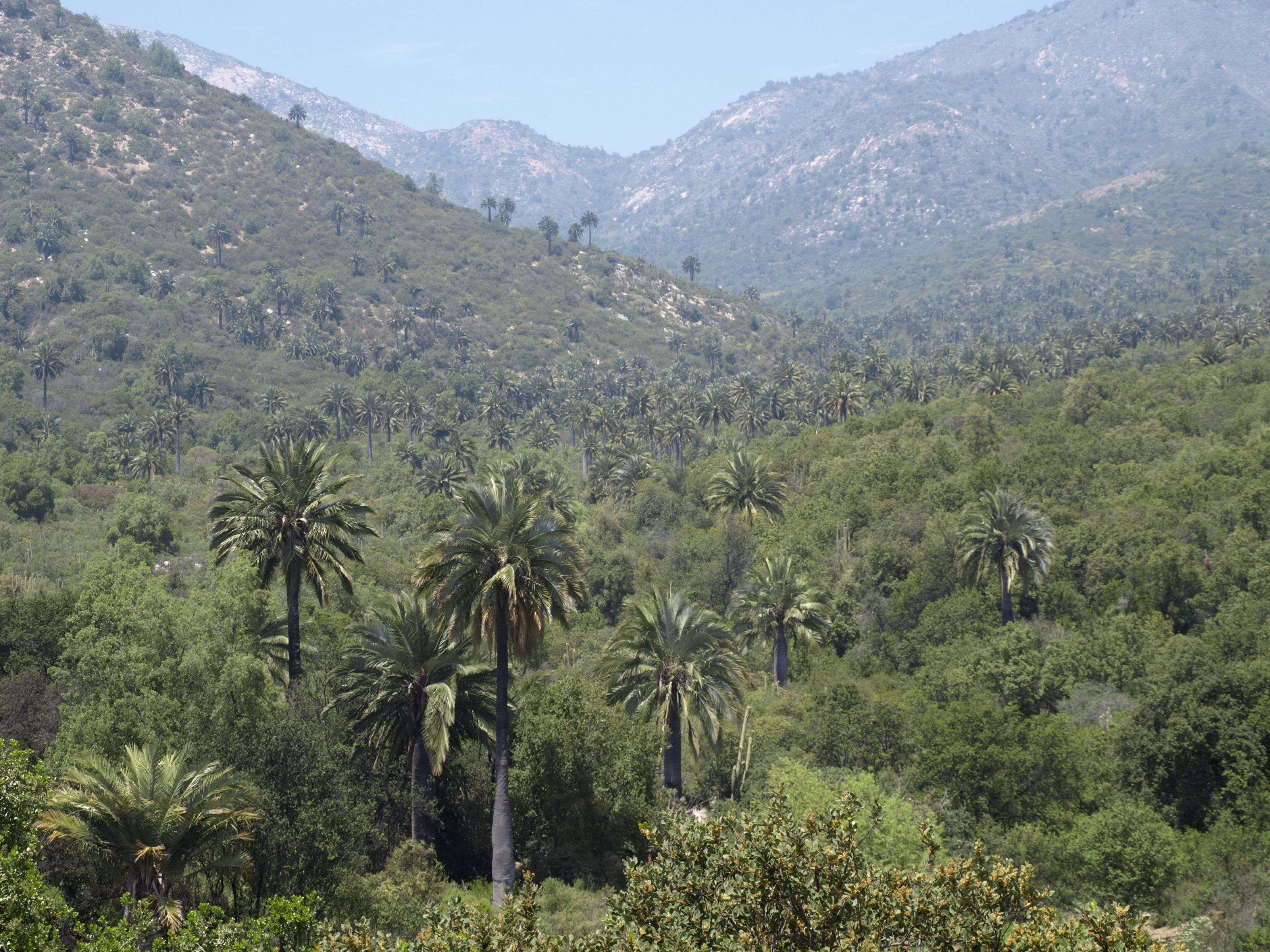
Tvrdolistý les s jubeou chilskou (La Campana)

Chilský ekoregion Matorral je domovem několika rostlinných společenstev.
- Pobřežní Matorral jsou nízké, jemné křoviny, které se táhnou od La Sereny na severu až po Valparaiso na jihu. Jejich typickými druhy jsou keřovitá, sedmikrásce příbuzná Bahia ambrosioides, adesmie Adesmia microphylla nebo fuchsie růžová (Fuchsia lycioides). Pobřežní matorral je podobný vegetaci garrigue ze Středomoří nebo pobřežním šalvějovým křovinám jižní Kalifornie.
- Matorral je křovinaté rostlinné společenstvo, složené ze sklerofylních (tvrdolistých) keřů a malých stromů, kaktusů a bromélií. Mezi typické druhy zde patří litrea (Lithraea venenosa), mydlokor tupolistý (Quillaja saponaria), kaktusy (Echinopsis chiloensis) a bromélie rodu Puya s rozmanitým podrostem bylin, lián a geofytů. Matorral je podobný vegetaci chaparralu z Kalifornie [2] nebo středomořské makchii.
- Espinal je savanovité rostlinné společenstvo složené z široce rozmístěných trsů stromů, převážně akácií (Acacia caven) a naditce chilského (Prosopis chilensis), s podrostem jednoletých trav introdukovaných ze Středomoří v 16. století. Velká část oblasti byla dříve porostlá matorralem, byla však degradovaná v průběhu staletí intenzivní pastvou ovcí, koz a dobytka.
- Sklerofylní lesy byly kdysi rozsáhlejší, nyní existují jen v malých oblastech v pobřežních pásmech a na úpatí And. Jsou složeny převážně ze stálezelených tvrdolistých stromů, jako je paořechovec (Cryptocarya alba), boldovník vonný (Peumus boldus), Maytenus boaria z čeledi jesencovitých a nebo vysoká palma jubea chilská (Jubaea chilensis).

Ekoregion má mnoho endemických rostlinných druhů a vykazuje příbuzenské vazby s jihoamerickými tropy, antarktickou flórou a Andami. Asi 95 % rostlinných druhů je endemických v Chile, jako je například pabuk Alessandrův (Nothofagus alessandrii), Gomortega keule, Pitavia punctata nebo zmíněná jubea chilská.

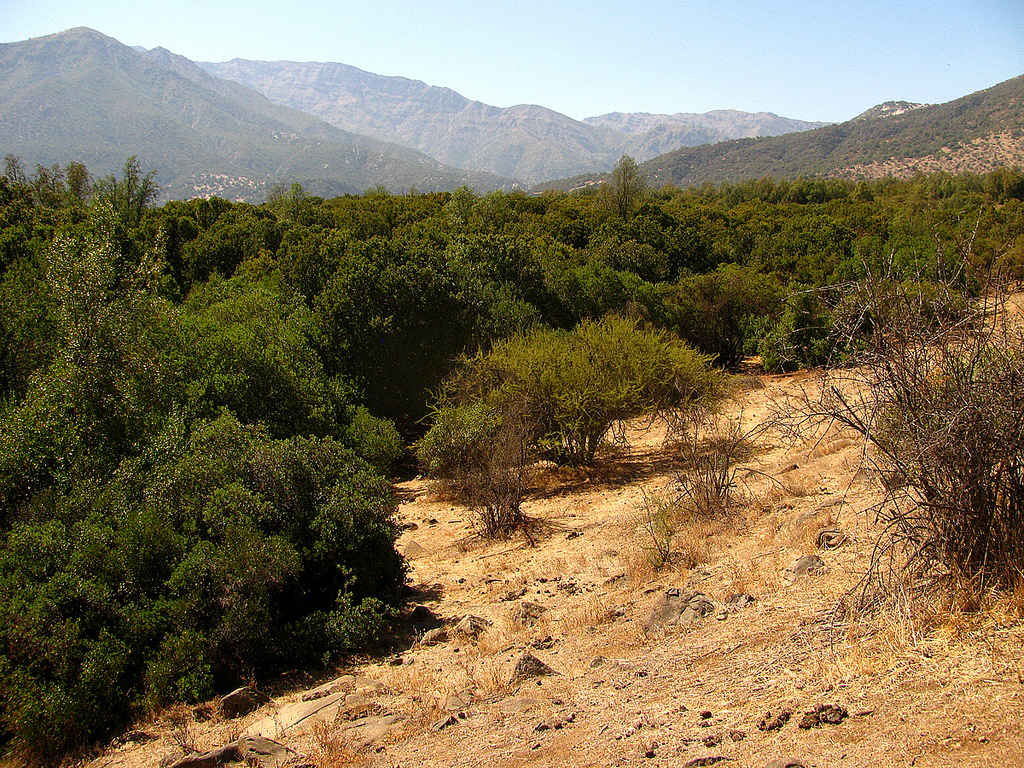
Tvrdolistá křovina zblízka

## Ochrana
Oblast matorralu hostí většinu obyvatel Chile a jeho největší města. Centrální údolí je hlavní zemědělskou oblastí Chile a v regionu také probíhá rozsáhlá pastva, těžba dřeva, vinohradnictví a pěstování ovoce, oblast je silně urbanizována. Z chilských ekoregionů je Matorral nejméně chráněný národními parky a rezervacemi. Zákonné ochraně podléhají pouhá 2 % území o celkové rozloze 2947 km².